# Floralia Muzyczne – Muzyka w Kwiatach
Międzynarodowy Festiwal Pianistyczny Floralia Muzyczne – Muzyka w Kwiatach – festiwal pianistyczny odbywający się co roku od 1996 w Ogrodzie Botanicznym w Powsinie. Współorganizatorem festiwalu jest Towarzystwo im. Fryderyka Chopina.